# Danzig Samu
Danzig Samu (Vágvecse, 1873. november 12. – Auschwitz, 1944) máramarosszigeti rabbi, egyházi író.

## Élete
Danzig Markus és Kirz Hani fiaként született. Pozsonyban és Majna-Frankfurtban a rabbiiskola növendéke volt, azt követően a frankfurti egyetemen a bölcsészeti fakultást végezte el. Később, 1907-től Máramarosszigeten működött a szefárd hitközség főrabbijaként. Tulajdonosa volt a román királyi lovagrendnek.

## Művei
- Drei Genealogien der Moral Agudath Israel